# Густав де Смет
Густав де Смет (нід. Gustave de Smet; 21 січня 1877, Гент, Бельгія — 8 жовтня 1943, Деурле, Східна Фландрія, Бельгія) — бельгійський художник, який писав свої роботи здебільшого в імпресіоністському й експресіоністському стилях.

## Життя і творчість
У 1898 році Густав де Смет закінчив Художню академію у Генті. Ранні його роботи створені під впливом імпресіонізму. 
Починаючи від 1908 року художник жив і працював у містечку Сінт-Мартенс-Латем. 
З початком Першої світової війни у 1914 році де Смет виїхав до Нідерландів. Тут він знайомиться з експресіоністським мистецтвом, що докорінно змінило його творчість. Полотна художника цього періоду — похмурі, повні неспокійного руху. 
У 1922 році де Смет повернувся в Бельгію, жив спершу в Генті, потім знову приїхав у Сінт-Мартенс-Латем. Картини, написані митцем у 1920–30-і роки, є більш оптимістичними, основною їхньою темою стало зображення людини та її життєвих обставин.
Наприкінці свого творчого шляху Густав де Смет писав також пейзажі та міські види; його роботи цього періоду виконані у реалістичній манері.

## Вибрані роботи
- Stilleven met fruit (1906);
- La femme au rosier (1912);
- Korenakker te Blaricum (1915);
- Oude Boerderij (Blaricum) (1916);
- De grote schietkraam (1923);
- Les jeunes capitaines (1927);
- Het goede huis (1927);
- Jeune paysanne (1928);
- Le canapé bleu (1928);
- La famille (1933);
- Grazing Cow (1935);
- Béatrice (1923).